# دولت فدرال اتریش
دولت فدرال اتریش ،ادامهٔ نخستین جمهوری اتریش بین سالهای ۱۹۳۴ تا ۱۹۳۸ بود. این حکومت توسط سیاستمدار رژیم پیشین (جمهوری اول اتریش) یعنی انگلبرت دلفوس و بعد از او اداره این حکومت به دست کورت شوشنیگ افتاد. دولت فدرال اتریش یک حکومت اقتدارگرا بر اساس ترکیبی از تأثیرات حزب محافظه‌کار کاتولیک و فاشیستی ایتالیا بود.

## تاریخ
انگلبرت دلفوس، در سال ۱۹۳۲ به صدر اعظمی اتریش منصوب شد، در تاریخ ۴ مارس ۱۹۳۳ کارل رنر، استعفای خود را از سمت رئیس پارلمان فدرال اعلام کرد؛ و این استعفا پس از ناکامی در یک روند رای‌گیری رخ داد. دلفوس این حادثه را «انحلال خود» پارلمان فدرال نامید و جلسه بعدی پارلمان فدرال را در روز ۱۵ مارس برگزار کرد. دلفوس در ۱۵ مارس پارلمان را منحل کرد و دموکراسی در اتریش را به کلی نابود کرد. رئیس‌جمهور ویلهلم میکلاس، همانند پیروزی آدولف هیتلر در انتخابات آلمان در ۵ مارس ۱۹۳۳، هیچ اقدامی برای بازگرداندن دموکراسی انجام نداد.

دلفوس پس از منحل کردن پارلمان یک سری فرمان‌ها فوری صادر کرد، از جمله ممنوعیت فعالیت حزب کمونیست در تاریخ ۲۶ مه ۱۹۳۳، ممنوعیت فعالیت حزب سوسیال دموکرات در ۳۰ مه و ممنوعیت فعالیت حزب نازی در تاریخ ۱۹ ژوئن. در عوض، در ۲۰ مه ۱۹۳۳، حزب وطن پرستان (ملقب به حزب فاشیستی اتریش) را تأسیس کرد. بدین ترتیب تنها حزب فعال در اتریش در زمان دولت فدرال اتریش، حزب وطن پرستان بود.

پرچم حزب وطن پرستان (ملقب به حزب فاشیستی اتریش)

### جنگ داخلی اتریش
در ۱۲ فوریه ۱۹۳۴ دلفوس به نیروهای امنیتی دستور داد تا سوسیال دموکرات‎ها را دستگیر کنند. پس از آنکه دیکتاتوری دلفوس اقدامات علیه سوسیال دموکرات‌های شناخته شده را انجام داد، سوسیال دموکرات‌ها خواستار مقاومت در سطح کشور علیه دولت شدند. یک جنگ داخلی آغاز شد که شانزده روز، از ۱۲ تا ۲۷ فوریه ادامه داشت. مبارزه شدید در درجه اول در شرق اتریش، به ویژه در خیابان‌های برخی از ولسوالی‌های بیرونی وین، که در آن ساختمان‌های بزرگ کارکنان شهری مانند قلمرو واقع شده بود، و در مناطق صنعتی شمال استان شریف، وجود داشت. اما شورش سوسیال دموکرات‌ها، کمونیست‌ها و برخی از مردم، برای پایان دادن به ممنوعیت فعالیت حزب سوسیال دموکرات و حزب کمونیست، توسط پلیس و ارتش اتریش سرکوب شد. سوسیال دموکرات‌ها و رهبران آنها زندانی شدند یا به خارج از کشور فرار کردند. بدین ترتیب مسیر حرکت اتریش به سمت دیکتاتوری تکمیل شد.

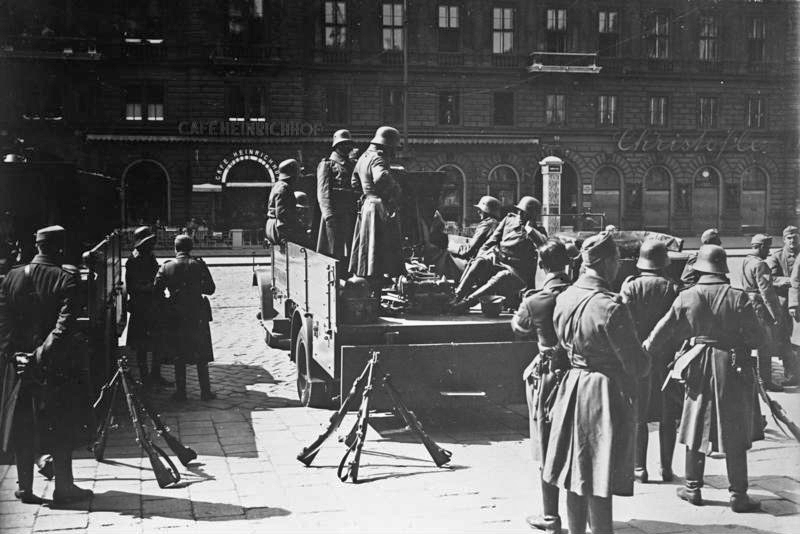
سربازان ارتش اتریش در طول جنگ داخلی

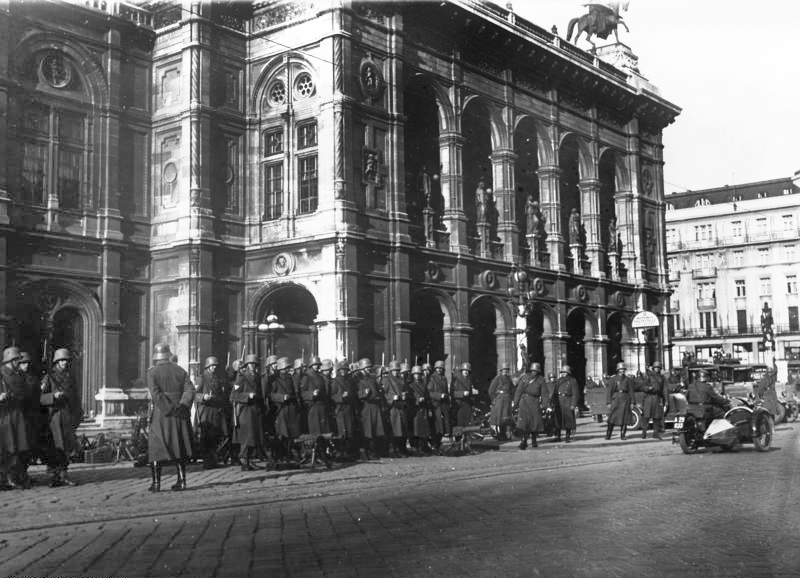
استقرار سربازان ارتش اتریش در خیابان‌های وین در طول جنگ داخلی

در تاریخ ۱ مه ۱۹۳۴، زمانی که قانون اساسی جدید توسط شورای ملی تدوین شد، دلفوس آخرین بقایای دموکراسی در اتریش را از بین برد، جمهوری اول اتریش را منحل شده اعلام کرد و دولت فدرال اتریش را تأسیس کرد.

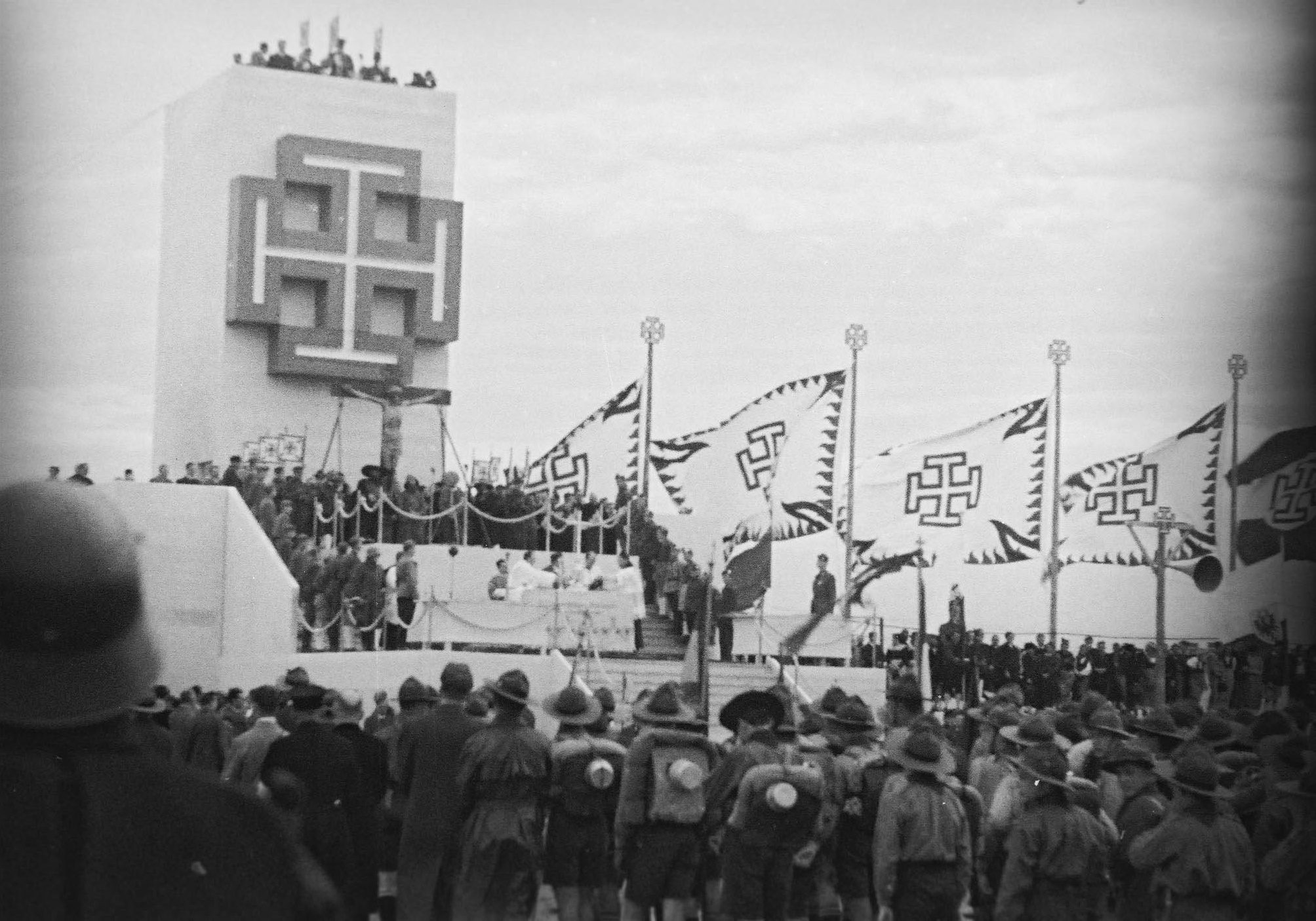
گرد همایی حامیان حزب وطن پرستان اتریش در سال ۱۹۳۶

### کودتای نازی‌ها و مرگ دلفوس
دلفوس همچنان به مقابله با نازی‌ها ادامه داد تا زمانی که ترور وی توسط نازی‌های اتریشی در تاریخ ۲۵ ژوئیه ۱۹۳۴ صورت گرفت. جانشین او کورت شوشنیگ از موسلینی درخواست کمک کرد تا اگر هیتلر تصمیم به تصرف نظامی اتریش کرد به اتریش کمک کند. از این رو موسولینی بخشی از ارتش ایتالیا را در مرز اتریش بسیج کرد تا در صورت حمله نظامی آلمان به اتریش از اتریش دفاع کنند. او همچنین هیتلر را تهدید کرد که در صورت حمله به اتریش از راه نظامی با آلمان درگیر می‌شود. سپس او به جهان اعلام کرد: «استقلال اتریش، یک اصل است که توسط ایتالیا دفاع شده و حتی بیشتر از آن دفاع خواهد شد». ترور دلفوس با قیام در بسیاری از مناطق اتریش همراه بود، که باعث مرگ و میر بسیاری از مردم شد. در کارینتی، یک گروه بزرگ نازی اتریش سعی داشتند قدرت را در دست بگیرند، اما توسط واحدهای ایتالیایی در نزدیکی آن منطقه، دستگیر شدند. در ابتدا هیتلر به تصرف اتریش جلب شد، اما واکنش ایتالیا او را شگفت زده کرد. هیتلر متقاعد شد که نمی‌تواند با قدرت‌های غربی اروپایی مواجه شود و او رسماً مسئولیت قتل دلفوس را رد کرد و پشیمانی خود را نسبت به قتل صدر اعظم دولت فدرال اتریش اعلام کرد. نازی‌ها در وین، پس از اعلام ساختن یک دولت جدید تحت ناسیونالی اتریشی، آنتون رینتلن که قبلاً توسط دلفوس زندانی شده بود، را به عنوان رهبر نازی‌ها در اتریش و صدر اعظم جدید اتریش انتخاب کردند و به مجلس ملی اتریش رفتند تا ضمن تشکیل دولت جدید آنتون رینتلن را به عنوان صدر اعظم جدید به مردم معرفی کنند اما پس از تهدیدات ارتش اتریش به منظور تخریب مجلس با استفاده از دینامیت تسلیم شدند و سپس مورد محاکمه و اعدام قرار گرفتند و بدین ترتیب کورت شوشنیگ در ۲۹ ژوئیه سال ۱۹۳۴ به صدر اعظمی اتریش رسید. با این وجود، هیتلر همچنان به بی‌ثباتی سیستم دولتی اتریش معتقد بود و مخفیانه روابط خود را با هواداران نازی در اتریش مانند آرتور زایس-اینکوارت و ادموند گلیس-هورستنوا ادامه داد. اما اتریش تحت سلطه شوشنیگ نیز مانند دولت دلفوس تحت حمایت همسایهٔ جنوبی خود، یعنی حکومت فاشیستی ایتالیا بود. اما رفته رفته موسولینی، به هیتلر نزدیک شد. اگرچه شوشنیگ سعی کرد روابط اتریش را با نازی‌ها بهبود ببخشد اما با برپایی «محور» برلین و رم توسط موسولینی و هیتلر در تاریخ ۱ نوامبر ۱۹۳۶، ایتالیا حمایت خود از اتریش را برداشت و اتریش بدون داشتن یک حامی قدرتمند بین‌المللی بسیار ضعیف گشت.

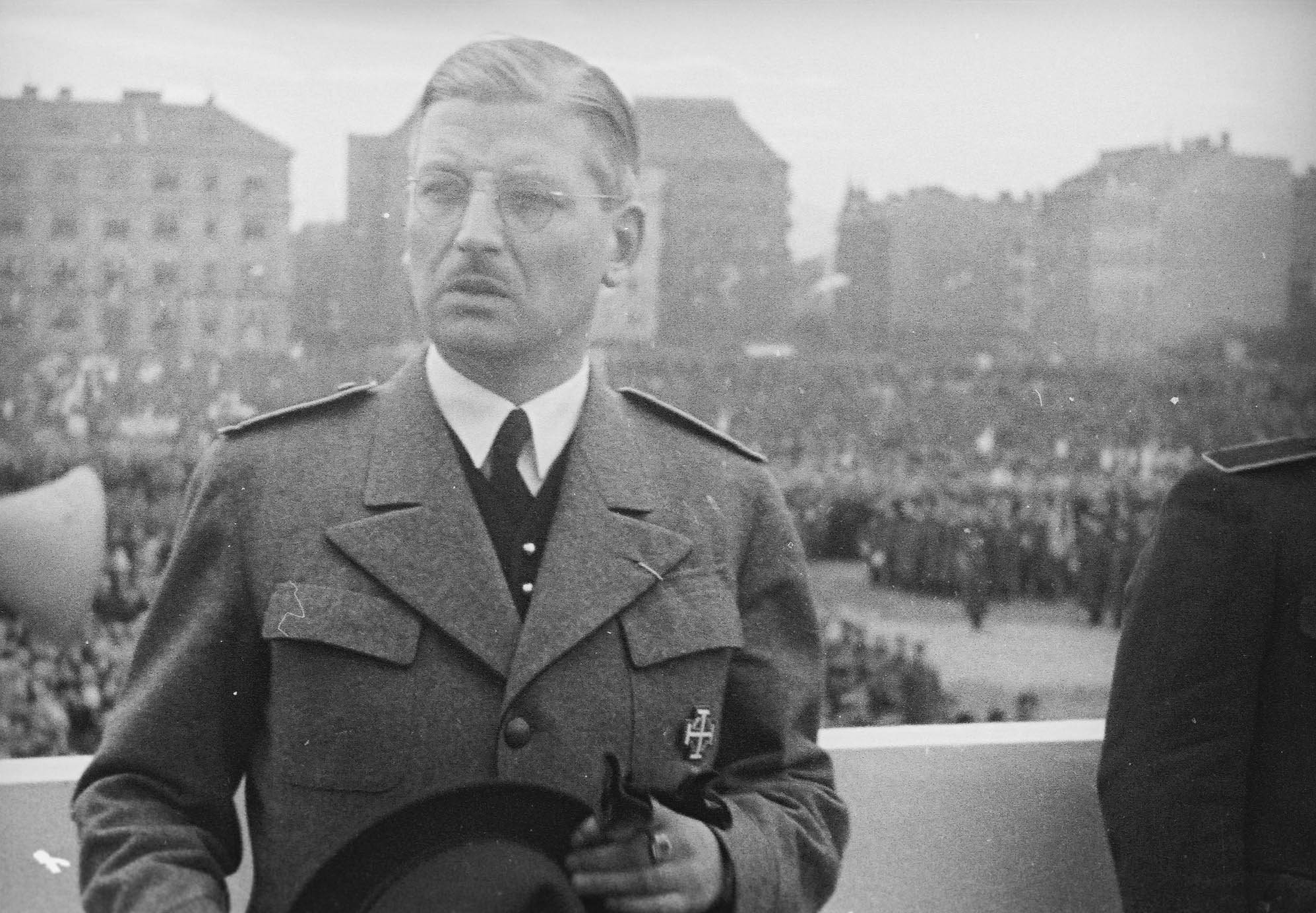
کورت شوشنیگ در سال ۱۹۳۶

#### آنشلوس
هیتلر در نوامبر ۱۹۳۷ برنامه‌های خود را برای الحاق اتریش به آلمان را در دیدار با فرماندهان ارشد ارتش اعلام کرد. بعد از آن آلمان نازی به اتریش اولتیماتوم داد و با فشارهای زیاد هیتلر به شوشنیگ، او مجبور شد تا آرتور زایس-اینکوارت را وارد کابینه خود کند. اما پس از گذشت چند هفته فشارهای هیتلر به اتریش از سر گرفته شد و شوشنیگ مجبور شد تا زایس اینکوارت را به سمت جانشینی خود برساند.

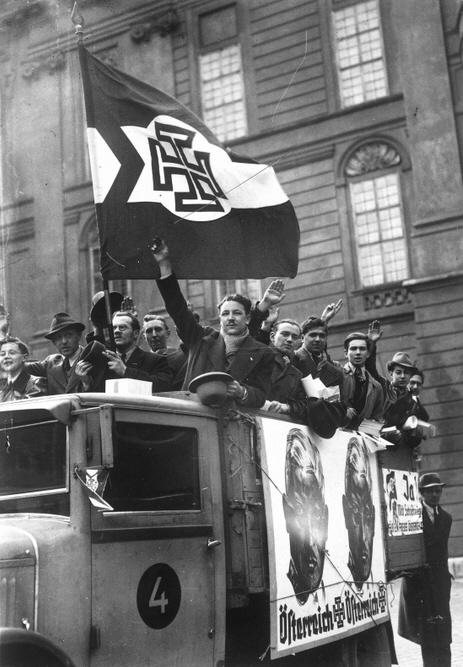
مخالفان آنشلوس که اکثر آنها عضو حزب وطن پرستان بودند

آخرین تلاش شوشنیگ برای حفظ استقلال اتریش، رفراندوم بود و این همه‌پرسی قرار بود تا در ۱۳ مارس صورت بگیرد. به عنوان بخشی از تلاش او برای اطمینان از پیروزی در رفراندوم، او رهبران سوسیال دموکرات را از زندان آزاد کرد و در عوض پیشنهاد از بین بردن دولت یک طرفه و قانونی کردن فعالیت حزب سوسیال دموکرات اتریش را مطرح کرد. هیتلر با بسیج نیروهای ارتش آلمان در مرز اتریش واکنش نشان داد و خواستار تعیین زایس اینکوارت به عنوان صدراعظم اتریش شد. در ۱۱ مارس، نازیهای اتریشی شوشنیگ را مجبور به استعفا کردند. زایس اینکوارت به عنوان جانشین وی، صدر اعظم اتریش شد و در حضور ویلهلم میکلاس سوگند یاد کرد اما روز بعد نیروهای ارتش اتریش بدون هیچگونه مقاومت به ارتش آلمان نازی اجازه ورود به اتریش را دادند گرچه این کار به دستور آرتور زایس-اینکوارت صورت گرفت.
هیتلر در اصل قصد داشت تا اتریش را به عنوان یک کشور دست نشانده به رهبری زایس اینکوارت حفظ کند. با این حال، حمایت مشتاقانه مردم از هیتلر باعث شد تا او موضع خود را تغییر دهد و از الحاق اتریش به آلمان نازی پشتیبانی کند. در ۱۳ مارس، زایس اینکوارت رسماً آنشلوس را تصویب کرد، هر چند رئیس‌جمهور میکلاس از امضای آنشلوس خودداری کرد و از سمت خود استعفا داد. سپس آرتور زایس-اینکوارت بیشتر وظایف میکلاس را به عهده گرفت و لایحهٔ آنشلوس را به تصویب قانون اساسی و مجلس ملی دولت فدرال رساند، سپس اتریش به آلمان نازی پیوست.